# 欺凌、絕對、不行
〈欺凌、絕對、不行〉（英：Ijime, Dame, Zettai、日：イジメ、ダメ、ゼッタイ）是BABYMETAL在2013年1月9日發行的第四張單曲。

## 發行
此張單曲是BABYMETAL在TOY'S FACTORY的第一張正式出道單曲，在2012年10月6日Shibuya O-EAST舉行的「I、D、Z 〜LEGEND “I”」公演上宣布單曲將會發行。2013年1月19日正式發行三種首批限量版《I》版、《D》版、《Z》版及普通版四種版本。首批限量版的CD收錄了前Arch Enemy吉他手Christopher Amott彈奏電吉他的版本〈欺凌、絕對、不行 -Nemesis ver.-〉。三個版本的DVD收錄內容也各有不同。

## 音樂類型
主打歌〈欺凌、絕對、不行〉
融合速度金屬、力量金屬與旋律死亡金屬。主題是反霸凌、鼓勵弱者，描述在校園欺凌中自我與他人之間的抗爭。特色為SU-METAL的嚴肅唱腔、YUIMETAL與MOAMETAL可愛俏皮的和聲為衝突感。起先是升C小調。之後的間奏轉為F小調、升G小調，接近尾聲時轉回升C小調，最後以E小調結束。
普通版B面曲〈Catch me if you can〉
由製作〈HeadBanger!!〉的EDOMETAL作詞、NARASAKI作編曲。融合工業金屬，以及Dir en grey與HIDE式的Cyber Rock風格。主題是根據日本文學《哭泣的紅鬼》延伸而來，歌詞有著生剝鬼節、捉迷藏的概念。
首批限量版B面曲〈BABYMETAL DEATH〉
Yuyoyuppe編曲，融合旋律死亡金屬、死亡金屬、鞭擊金屬與交響金屬，這首以成員自我介紹為詞的曲子，經常作為現場演出的開場曲。

## 評價
| 評論得分                   | 評論得分 |
| 來源                       | 評分     |
| -------------------------- | -------- |
| 滾石雜誌日文版（南波一海） | [ 14 ]   |

《滾石雜誌》日文版樂評人南波一海評論：「破壞性的音樂與可愛的和聲，在嚴肅和幽默之間取得非常絕妙的平衡」。

## 銷售成績
在日本公信榜登上第5名，2013年1月21日以1萬9000張銷量登上週榜第6名，是第一次進入前10名的作品。

## 音樂錄影帶
2012年11月8日在YouTube的BABYMETAL官方頻道上傳〈欺凌、絕對、不行〉音樂錄影帶預告片，11月27日上傳完整的音樂錄影帶。音樂錄影帶呼應曲名，開頭是一把被倒插著燃燒的Flying V吉他與一名心碎的重金屬愛好者。場景是彷彿被廢棄的異空間，地上也倒插著數把破敗的Flying V吉他，象徵重金屬音樂被主流音樂霸凌的現況。重金屬愛好者被剪髮、砸吉他傷心跪地後，BABYMETAL在火光中表演，畫面並秀出大字「STAND UP！METAL！」，以歌曲重拾金屬的靈魂，結尾的畫面是那名重金屬愛好者開心的表情。服裝上維持BABYMETAL紅與黑的象徵顏色、聖女貞德般的中世紀盔甲元素。另外，影片中YUIMETAL與MOAMETAL也配合著音樂彈起了電吉他。2014年7月5日在英國「Sonisphere Festival UK」音樂節上的演出影像，在2015年8月26日也作為一個現場版的音樂錄影帶上傳。

## 現場表演
〈欺凌、絕對、不行〉於2011年7月24日澀谷DUO MUSIC EXCHANGE舉行的「櫻花學院 2011年度 NEW 〜Departure〜」上首次公開表演。
電視首演於2013年1月6日播出的NHK綜合頻道的音樂節目「MUSIC JAPAN」。
歌曲的前奏在設計上，有利於現場觀眾進行死牆（Wall Of Death），在SU-METAL開頭的高聲吶喊時經常出現，而YUIMETAL與MOAMETAL則固定會在舞台上橫向奔跑，與觀眾的死牆動作相呼應。

## 收錄內容

### 普通版

#### 實體・數位發行
1. 欺凌、絕對、不行
作詞：NAKAMETAL・TSUBOMETAL、作曲：KxBxMETAL・TSUBOMETAL・TAKEMETAL、編曲：教頭
吉他：Leda
2. Catch me if you can
作詞：EDOMETAL（日语：江戸山こべに）、作曲：NARASAKI（日语：NARASAKI）、編曲：NARAMETAL
3. 欺凌、絕對、不行（Air Vocal ver.）
4. Catch me if you can（Air Vocal ver.）

### 首批限量版《I》版、《D》版、《Z》版

#### CD
1. 欺凌、絕對、不行
2. BABYMETAL DEATH
作詞・作曲：KITSUNE of METAL GOD、編曲：Yuyoyuppe（日语：ゆよゆっぺ）
3. 欺凌、絕對、不行 -Nemesis ver.-
吉他：Christopher Amott（英语：Christopher Amott）

#### 首批限量版《I》版 DVD
1. 欺凌、絕對、不行（音樂錄影帶）
2. 欺凌、絕對、不行（幕後花絮影片）

#### 首批限量版《D》版 DVD
Live Clip 2012.4.8「アイドル横丁祭!!」at SHIBUYA-AX
1. 心跳☆早晨
2. Iine!

#### 首批限量版《Z》版 DVD
Live Clip 2012.7.21「LEGEND 〜護頸祭」at 目黒鹿鳴館
1. HeadBanger!!
2. 歡樂★午夜

### 世界革命版

#### CD
1. 欺凌、絕對、不行
2. HeadBanger!! -Night of 15 mix-
混音：DJ'TEKINA//SOMETHING（日语：ゆよゆっぺ）

※非賣品，專場公演「I、D、Z〜LEGEND“I”」「I、D、Z〜LEGEND“D”SU-METAL聖誕祭」「I、D、Z〜LEGEND“Z”」中發送的限量版，只贈送給購票者。

## 製作人員
- SU-METAL — 主唱
- YUIMETAL — 副唱
- MOAMETAL — 副唱
- KOBAMETAL（日语：KOBAMETAL） — 製作人
- Millennium Japan — 執行製作人
- NAKAMETAL — 作詞
- TSUBOMETAL — 作詞・作曲
- Kitsune of Metal God — 作詞・作曲
- EDOMETAL — 作詞
- KxBxMETAL — 作曲
- TAKEMETAL — 作曲
- NARASAKI — 作曲
- Christopher Amott — 吉他
- Leda — 吉他
- Yuyoyuppe — 混音
- Naoki Ibaraki — 錄音・混音
- Seiji Toda — 錄音・混音
- Taro Isomura — 混音
- Masahiro Tamoto — 助理工程師
- Shinya Yamazaki — 助理工程師

### 其他
- Arimetal — 藝術指導和設計
- Metalnaka Shimon — 藝術指導和設計・插畫
- Susumu Miyawaki — 攝影
- Megumi Date — 造型
- Saori Hida — 妝髮
- Kumico Watanabe — 藝術協調

## 翻唱
2015年熊貓管樂團在專輯《PANDASTIC!! 〜Newest Standard〜》中重新演繹了〈欺凌、絕對、不行〉。

## 外部連結
- 預告片
  - YouTube上的BABYMETAL - 欺凌、絕對、不行 - Ijime,Dame,Zettai - Trailer
- 音樂錄影帶
  - YouTube上的BABYMETAL - 欺凌、絕對、不行 - Ijime,Dame,Zettai (OFFICIAL)
- 現場音樂錄影帶
  - YouTube上的BABYMETAL - 欺凌、絕對、不行 - Live at Sonisphere 2014,UK (OFFICIAL)
- DISCOGRAPHY - BABYMETAL 官方網站
- DISCOGRAPHY （页面存档备份，存于） - TOY'S FACTORY 官方網站
- 〈欺凌、絕對、不行〉封面、收錄曲、優惠情報發表DEATH！！ - 新聞 - BABYMETAL 官方網站
- BABYMETAL - 欺凌、絕對、不行歌詞 （页面存档备份，存于）
- BABYMETAL - Catch me if you can歌詞 （页面存档备份，存于）
- BABYMETAL - BABYMETAL DEATH歌詞 （页面存档备份，存于）